# 托馬斯·G·湯普森級海洋研究船
托馬斯·G·湯普森級海洋研究船是一款服役於美國海軍的海洋研究船，該級共四艘，除一艘移交至美國國家海洋暨大氣總署外，其餘三艘皆還隸屬於美國海軍。

## 發展
美國海軍於1987年5月27日向造船業發布了新型海洋研究船的招標公告。 VT Halter Marine在1988年6月贏得了建造湯瑪斯·G·湯普森號的合約，原始合約價格為2090萬美元。首級艦托馬斯·G·湯普森在密西西比州莫斯波因特建造， 1989年3月29日鋪設龍骨，1990年7月27日下水，由華盛頓大學海洋學榮譽退休教授朵拉·亨瑞（英語：Dora Henry）博士主持命名儀式。1991年7月8日，該船完工並交付海軍研究辦公室。
托馬斯·G·湯普森級全長274英尺（84），舷寬52.5英尺（16.0），滿載吃水19英尺（5.8）。船體採用鋼板焊接結構，滿載排水量3051長噸（3100噸），總噸位3095噸，淨噸位928噸。
該船巡航速度12節（22每小時；14英里每小時），最大速度15節（28每小時；17英里每小時），配備六台柴油發電機（三台1500千瓦和三台750千瓦），為兩台3000馬力的直流電動機提供動力，驅動兩個360度全迴轉方位推進器，配備四葉定距螺旋槳。船首還裝有一套360度全迴轉Tees White Gill泵噴船首推進器，由單獨的1100馬力直流電動機驅動。控制系統將推進器和首側推整合為動態定位系統，工程師可根據不同航速需求選擇最省油的發電機組合。該船燃油艙容量28萬美制加侖，以15節航速可續航1.2萬海里。
船上通常配備21名文職船員、2名海洋技術人員和最多36名科學家。 為支持科研活動，船上設有4000平方英尺的乾濕實驗室空間，配備多波束測繪聲納等感測器，以及多台起重機和絞車用於投放各類儀器。船尾A型架是船上最大的起重機，額定靜載荷15噸。
華盛頓大學通過競標獲得該船的營運權。海軍研究辦公室在1987年6月5日發出招標邀請，其中一項特殊要求是中標方需歸還一艘早期AGOR-3級海洋研究船以便海軍退役。這一條件實際上將競標者限制在華盛頓大學、斯克里普斯海洋研究所和哥倫比亞大學拉蒙特-多爾蒂地質觀測站三家機構。1987年11月，海軍研究辦公室宣布選擇華盛頓大學營運當時尚未命名的AGOR-23號船，1988年6月正式簽署合約。
該級三艘艦皆隸屬於美國海軍研究辦公室，並根據大學-國家海洋學實驗室系統分發到不同研究機構以供使用，首級艦托馬斯·G·湯普森號由華盛頓大學操作；二號艦羅傑·雷維爾號劃入斯克里普斯海洋研究所；三號艦亞特蘭提斯號則由伍茲霍爾海洋研究所進行操作。四號艦羅納德·布朗號則在建成後便服役於美國國家海洋暨大氣總署軍官團，該艦不僅是海洋暨大氣總署軍官團10多年來的第一艘新艦，也是唯一能進行全球遠洋研究部署的船隻。

## 同級艦
| 艦名              | 舷號      | 造船廠           | 置放龍骨   | 下水       | 服役       | 操作者                       | 退役 | 結局   |
| ----------------- | --------- | ---------------- | ---------- | ---------- | ---------- | ---------------------------- | ---- | ------ |
| 托馬斯·G·湯普森號 | T-AGOR-23 | VT Halter Marine | 1989-03-29 | 1990-07-27 | 1991-07-08 | 華盛頓大學                   | 尚未 | 服役中 |
| 羅傑·雷維爾號     | T-AGOR-24 | VT Halter Marine | 1993-12-09 | 1995-04-20 | 1996-06-11 | 斯克里普斯海洋研究所         | 尚未 | 服役中 |
| 亞特蘭提斯號      | AGOR-25   | VT Halter Marine | 1994-08-16 | 1996-02-01 | 1997       | 伍茲霍爾海洋研究所           | 尚未 | 服役中 |
| 羅納德·布朗號     | R 104     | VT Halter Marine | 1995-02    | 1996-05-30 | 1997-04-25 | 美國國家海洋暨大氣總署軍官團 | 尚未 | 服役中 |

## 補充
1. ↑  致敬美國化學家及海洋學家托馬斯·戈登·湯普森（英语：Thomas Gordon Thompson）
2. ↑  致敬美國海洋學家羅傑·雷維爾（英语：Roger Revelle）
3. ↑  致敬美國首位非裔商務部長羅納德·布朗

## 外部連結
- . 2004-04-15. （原始内容存档于2010-07-31）.

- WHOI Marine Operations
- Ship's location
- Roger Revelle （页面存档备份，存于） at UCSD
- NavSource Online: Service Ship Photo Archive - RV Roger Revelle (T-AGOR-24)
- The Research Vessel Roger Revelle （页面存档备份，存于）
- Roger Revelle deck plans （页面存档备份，存于）